# 僕散安貞
僕散安貞（12世纪—1221年7月16日），本名阿海。金國的駙馬。
父僕散揆，娶韓國公主。初，仆散安贞以大臣子任奉御。因韩国公主为完颜永蹈同母妹的缘故，完颜永蹈在1193年被赐死后，仆散安贞被罢职。后召為符寶祗候，复为奉御，娶邢国长公主，袭胡王爱割蛮猛安。官至山東宣撫使。貞祐二年（宋嘉定七年，1214年）僕散安貞與行省完顏霆統花帽軍，擊敗楊安兒於益都城東，楊安兒最後墮水死。
興定四年（1220年）十二月，南宋北上攻金无功还师，金朝为强南部边防，集中兵力对蒙古的作战。興定五年（1221年）正月，金宣宗命安貞領兵南下侵宋，在蔡州（今河南汝南县）集合诸道兵马。二月十六日，仆散安贞率出息州（今河南息县），驻军在七里镇，于净居山败宋军，攻打黄土关（今湖北麻城北）。黄土关险要，宋军依险拒守，金军多次攻打不克。仆散安贞派轻骑兵分为左右两军，从黄土关两侧潜登，另以三千兵直逼关门。第二天，宋军全力防守正面金军时，黄土关两侧的金兵突然出现在关上，上下夹攻，宋军大败，金军破黄土关。纵师深入，攻克麻城，進至蘄州（今湖北蘄春）、围黃州（今湖北黃岡），所得金帛，分給將士。分兵攻汉阳军（今武汉市汉阳区），抵長江而還。
宋朝命淮东、京湖诸路兵马增援淮西。三月初一，宋朝鄂州副都统扈再兴部攻唐州（今河南唐河）。扈再兴率部进三家河，金以两千騎兵，七千步兵出城迎战，扈再兴率军击败金军，乘胜追至唐州城下。金将从义率军三百返城，被扈再兴击败，杀从义，围困唐州。宋军得知金军北撤，分兵焚烧唐州境内州县，率部攻打金军归路，金军撤至天长镇（今安徽省天长县）被扈再兴部击败，余部北还。
仆散安贞擄獲宋宗室七十餘人，獻於南京，以此獲罪。六月甲寅朔，尚書省揭發安貞謀叛之事，與二子皆斬首。安貞死前曰：「三世為將，道家所忌。」

## 延伸阅读
[在维基数据编辑]
 《金史·卷102》，出自脱脱《遼史》